# Filip Włodek
Filip Włodek (ur. 20 kwietnia 1865 w Łękawicy, zm. 4 lutego 1942 tamże) – wieloletni wójt Łękawicy, działacz ludowy, a także poseł na Sejm Krajowy we Lwowie wybrany w wyborach uzupełniających w 1903 r.

## Życiorys
Był synem Józefa i Marii z domu Onik. Ukończył szkołę ludową w Łękawicy. Dzięki zamiłowaniu do książek stale poszerzał swoją wiedzę i zainteresowania. Jego biogram podaje, że „był typem samouka”. Jego życie przypadło na czas wzrastającej świadomości społecznej chłopów na ziemi tarnowskiej, która leżała wówczas w granicach zaboru austriackiego, ciesząc się znaczną autonomią. Filip Włodek zainteresował się rodzącym się ruchem ludowym. Nawiązywał kontakty z jego współtwórcami Bolesławem Wysłouchem i jego żoną Marią. Aktywnie włączył się w kampanię do Sejmu Krajowego w 1895 r. Pisał artykuły do „Przyjaciela Ludu”.
W 1896 r. zorganizował w swoim domu zebranie chłopskie, które dało początek działalności Stronnictwu Ludowemu na ziemi tarnowskiej. Już w 1901 r. Filip Włodek walczył o mandat posła do Sejmu Krajowego z księciem Eustachym Sanguszko. Potyczkę tę przegrał, jednak uzyskany wynik pozwalał żywić duże nadzieje na przyszłość. Po śmierci księcia Sanguszki odbyły się wybory uzupełniające. Filip Włodek został wystawiony przez PSL jako główny kandydat. Wybory odbyły się 15 października 1903 roku.
Z powodzeniem uzyskał mandat posła do Sejmu Krajowego we Lwowie pokonując swojego kontrkandydata, działacza społeczno-politycznego  ks. dr Michała Zygulińskiego, późniejszego budowniczego kościółka zdrojowego w Żegiestowie.
Będąc posłem wielokrotnie podnosił sprawę zniesienia przestarzałej ustawy łowieckiej, spotykał się z wyborcami, sprzeciwiał się także fałszerstwom i nadużyciom podczas wyborów gminnych. Mimo poparcia Jana Stapińskiego w 1908 r. nie udało mu się ponownie zdobyć mandatu posła. Przegrał z Wincentym Witosem z Wierzchosławic, zyskującym coraz większą popularność na ziemi tarnowskiej oraz w Galicji.
W trakcie swojej działalności w ruchu ludowym był skonfliktowany z miejscowym proboszczem ks. Pawłem Wiatrem. Niemałe znaczenie miało tutaj negatywne stanowisko wobec ruchu ludowego kolejnych biskupów tarnowskich Ignacego Łobosa i Leona Wałęgi. Należy zaznaczyć, że bp Wałęga 24 listopada 1903 r., a więc niedługo po uzyskaniu mandatu posła przez Filipa Włodka, napisał list pasterski, który surowo oceniał i potępiał tygodnik „Przyjaciel Ludu” oraz jego czytelników.
Filip Włodek od 1902 r. był wójtem Łękawicy. Funkcję tę sprawował prawdopodobnie do 1918 r. Zawiesił ją jedynie na czas sprawowania mandatu posła.
Prowadził dosyć duże, jak na warunki ziemi tarnowskiej, 40 – morgowe gospodarstwo. Starał się unowocześniać uprawę rolną stosując nawożenie, nowe maszyny. Czytał fachową prasę rolniczą. Miał siedmioro dzieci z pierwszą żoną Marią z domu Budzik, która zmarła przedwcześnie. Z drugą żoną Katarzyną Maślanką nie miał dzieci.
Filip Włodek zmarł 4 lutego 1942 roku i został pochowany w rodzinnym grobowcu na cmentarzu parafialnym w Łękawicy.